# تل سوخته
تل سوخته مربوط به سده‌های ۶–۵ ه.ق است و در شهرستان بهبهان، بخش مرکزی، دهستان کردستان، روستای قالند علیا، شرق امامزاده بی بی یون واقع شده و این اثر در تاریخ ۱ مرداد ۱۳۸۶ با شمارهٔ ثبت ۱۹۲۳۷ به‌عنوان یکی از آثار ملی ایران به ثبت رسیده است.